# Národní parky ve Španělsku

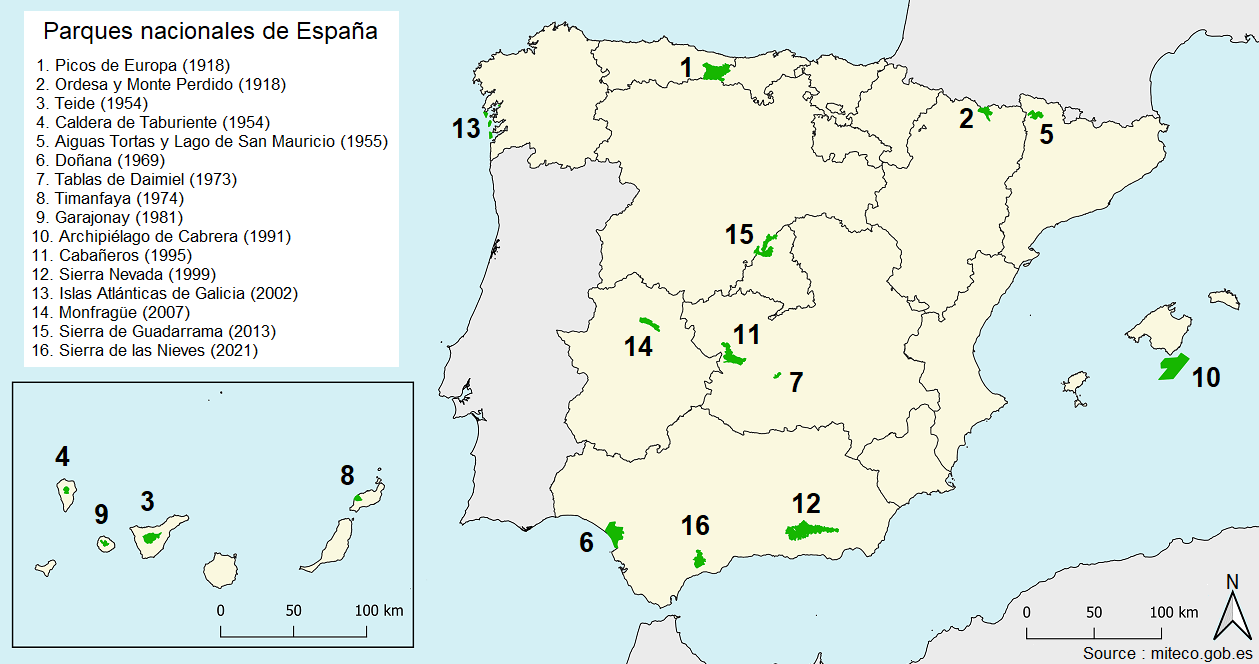
Španělské národní parky

Ve Španělsku se nachází šestnáct národních parků (stav k 03/2022). Jedenáct z nich leží na Pyrenejském poloostrově, pět se jich nachází na Kanárských a Baleárských ostrovech. Ze španělských regionů leží nejvíce národních parků na Kanárských ostrovech (čtyři). Následují Andalusie (tři), Kastilie – La Mancha a Kastilie a León (po dvou). Nejstaršími španělskými národními parky jsou Picos de Europa a pyrenejský Ordesa y Monte Perdido založené v roce 1918. Nejmladší je naopak Národní park Sierra de las Nieves založený v roce 2019. Největší rozlohou je Národní park Sierra Nevada (862 km²).

## Národní parky
| Fotografie | Národní park                          | Autonomní společenství               | Provincie                 | Rozloha (ha) | Rok vyhlášení |
| ---------- | ------------------------------------- | ------------------------------------ | ------------------------- | ------------ | ------------- |
|            | Aigüestortes i Estany de Sant Maurici | Katalánsko                           | Lleida                    | 14 119       | 1955          |
|            | Archipiélago de Cabrera               | Baleáry                              | Baleáry                   | 10 021       | 1991          |
|            | Cabañeros                             | Kastilie – La Mancha                 | Ciudad Real a Toledo      | 40 856       | 1995          |
|            | Caldera de Taburiente                 | Kanárské ostrovy                     | Santa Cruz de Tenerife    | 4 690        | 1954          |
|            | Doñana                                | Andalusie                            | Cádiz, Huelva a Sevilla   | 54 251       | 1969          |
|            | Garajonay                             | Kanárské ostrovy                     | Santa Cruz de Tenerife    | 3 986        | 1981          |
|            | Islas Atlánticas de Galicia           | Galicie                              | A Coruña a Pontevedra     | 8 480        | 2002          |
|            | Sierra de Guadarrama                  | Madrid, Kastilie a León              | Madrid, Segovia           | 33 960       | 2013          |
|            | Monfragüe                             | Extremadura                          | Cáceres                   | 17 852       | 2007          |
|            | Ordesa y Monte Perdido                | Aragonie                             | Huesca                    | 15 608       | 1918          |
|            | Picos de Europa                       | Asturie, Kantábrie a Kastilie a León | Asturie, Kantábrie a León | 64 660       | 1918          |
|            | Sierra Nevada                         | Andalusie                            | Almería a Granada         | 85 883       | 1999          |
|            | Tablas de Daimiel                     | Kastilie – La Mancha                 | Ciudad Real               | 1 928        | 1973          |
|            | Teide                                 | Kanárské ostrovy                     | Santa Cruz de Tenerife    | 18 990       | 1954          |
|            | Timanfaya                             | Kanárské ostrovy                     | Las Palmas                | 5 107        | 1974          |
|            | Sierra de las Nieves                  | Andalusie                            | Málaga                    | 22 979       | 2021          |